# Croisilles (Calvados)
Croisilles è un comune francese di 494 abitanti situato nel dipartimento del Calvados nella regione della Normandia.

## Società

### Evoluzione demografica
Abitanti censiti